# Argentinas deputeradekammare
Argentinas deputeradekammare, officiellt Argentinska nationens ärade deputeradekammare (spanska: Honorable Cámara de Diputados de la Nación Argentina), är en av två kammare i Argentinas nationalkongress (den andra är senaten). Deputeradekammaren har 257 platser. En representants mandatperiod år 4 år men val hålls vart annat år då hälften av representanterna väljs. Deputeradekammare grundades i sin nuvarande form år 1853.
En deputeradekandidat måste vara åtminstone 25 år gammal argentinsk medborgare (i åtminstone 2 år) som har bott i sin valkrets i åtminstone 2 år (eller är född i valkretsen).
Parlamentariskt arbete sker i 46 kommissioner. I december valdes Martín Menem till deputeradekammares talman.